# Constantin Sărățeanu
Constantin Sărăţeanu (ur. 18 czerwca 1862 w Buzău, zm. 23 maja 1935 w Bukareszcie) – rumuński polityk, sędzia, minister spraw wewnętrznych (1918) i członek Rady Regencyjnej (1929/30).
Constantin Sărăţeanu urodził się w dniu 18 czerwca 1862 roku w Buzău. Zdobył wykształcenie średnie w liceu „Sf. Sava” w Bukareszcie a wyższe na Wydziale Prawa Uniwersytetu w Bukareszcie. Jesienią 1887 rozpoczął pracę jako sędzia w sądzie Râmnicu Sărat, a następnie został prokuratorem Trybunału we Vlașca (1890/92). Był także sędzią Sądu Okręgowego (1892/96), starszym prokuratorem w Sądzie Covurlui (1896/99) i prokuratorem Sądu Apelacyjnego Nauki (styczeń 1900).
W tym okresie rozpoczął karierę polityczną jako członek liberałów, wybrany do parlamentu (w 1901 roku), a następnie powrócił do kariery prawniczej jako Sekretarz Generalny Ministerstwa Sprawiedliwości (1904), po czym kontynuował swoją karierę jako sędzia Sądu Apelacyjnego w Jassach (1905/12) i Wysokiego Trybunału Kasacyjnego i Sprawiedliwości. Od 29 stycznia do 4 marca 1918 minister spraw wewnętrznych w rządzie generała Alexandru Averescu.
W 1929, po śmierci Buzdugana, członka Rady Regencyjnej ustalonej na okres małoletności króla Michała I, Sărățeanu został zaproponowany przez premiera Iuliu Maniu, zatwierdzony przez parlament jako jego następca. Jego wybór był kwestionowany przez wszystkie partie opozycyjne.
Constantin Sărățeanu był członkiem Rady Regencyjnej od 9 października 1929 do 8 czerwca 1930, kiedy to zrezygnował aby ułatwić intronizację Karola II. 22 października 1929 odznaczony Orderem Orła Białego. Zmarł 23 maja 1935 roku w Bukareszcie.